# Kościół ewangelicki w Wiśle Głębcach
Kościół ewangelicki w Wiśle Głębcach – kościół ewangelicko-augsburski w Wiśle Głębcach, w województwie śląskim w Polsce. Należy do parafii ewangelicko-augsburskiej w Wiśle Głębcach.

## Historia

### Kaplica

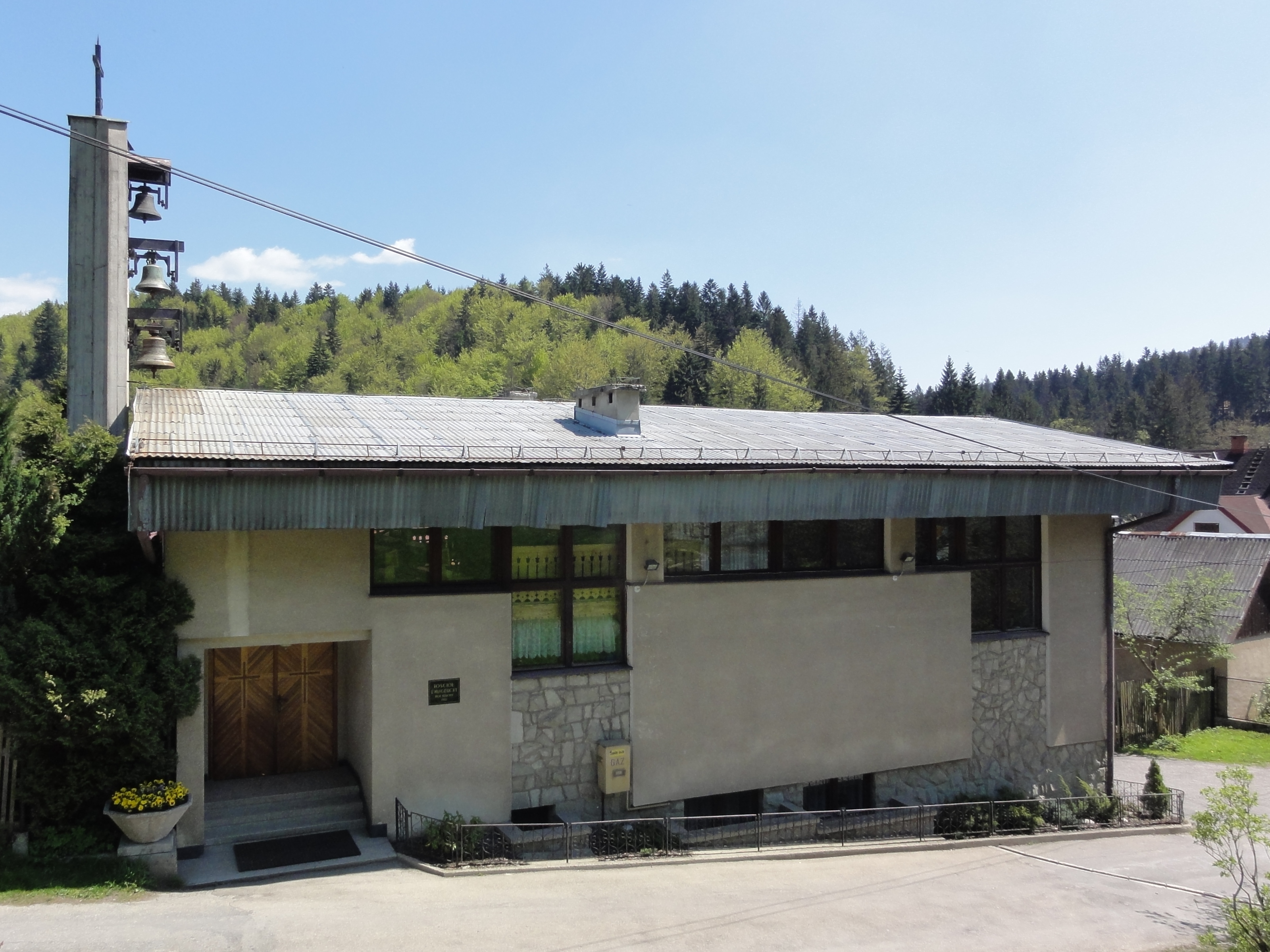
Budynek starej kaplicy

Pierwszy punkt katechetyczny w Głębcach otwarto w 1977 r. w prywatnym, drewnianym domu. Dom został później sprzedany przez jego właścicieli parafii w Wiśle wraz z przyległym terenem. Nie było jednak możliwości budowy na tym miejscu kaplicy, więc nabożeństwa, lekcje religii i zebrania młodzieżowe odbywały się w salce katechetycznej. W 1981 r. opiekę nad placówką w Głębcach objął Tadeusz Byrt, będący wówczas studentem teologii. Wtedy podjęto decyzję o przebudowie salki na dom katechetyczny z kaplicą. Prace rozpoczęto w tym samym roku, a zakończono w 1982 r. W późniejszym czasie zainstalowano dzwon.
Po ordynacji Tadeusza Byrta na księdza w 1983 r. w kaplicy rozpoczęto regularne prowadzenie nabożeństw.
Pod koniec 1994 r. kaplica stała się świątynią samodzielnej parafii ewangelicko-augsburskiej w Wiśle Głębcach, a ksiądz Byrt został jej administratorem. W 1996 r. wybrano go na proboszcza. Zamieszkał w nieruchomości zakupionej przez parafię i przebudowanej na budynek parafialny.

### Kościół
Podczas Zgromadzenia Parafialnego 6 kwietnia 1997 r. postanowiono o budowie nowego kościoła. Plac pod budowę poświęcono 16 sierpnia 2004 r., natomiast uroczystość położenia kamienia węgielnego pod świątynię odbyła się 2 sierpnia 2006 r.. Ukończony budynek poświęcono 13 sierpnia 2017 r. Kościół położony jest przy tej samej ulicy, co dotychczasowa kaplica.
Nabożeństwa w nowym kościele odbywają się w każdą niedzielę i święta, ponadto w okresie adwentu i pasyjnym prowadzone są nabożeństwa tygodniowe.